# 22369 Klinger
22369 Klinger (1993 SE3) là một tiểu hành tinh vành đai chính được phát hiện ngày 18 tháng 9 năm 1993 bởi F. Borngen và L. D. Schmadel ở Tautenburg.